# Jennifer Ågren
Jennifer Ågren (Skellefteå, 5 de enero de 1993) es una deportista sueca que compitió en taekwondo. Ganó una medalla de plata en el Campeonato Europeo de Taekwondo de 2010, en la categoría de –53 kg.

## Palmarés internacional
| Campeonato Europeo | Campeonato Europeo      | Campeonato Europeo | Campeonato Europeo |
| Año                | Lugar                   | Medalla            | Categoría          |
| ------------------ | ----------------------- | ------------------ | ------------------ |
| 2010               | San Petersburgo (Rusia) | Medalla de plata   | –53 kg             |